# Андрис Берзинш
Андрис Берзинш (на латвийски: Andris Bērziņš) е латвийски бизнесмен и политик от Съюза на зелените и селяните, президент на Латвия от 2011 г.

## Биография
Роден е на 10 декември 1944 г. в Нитауре, село на изток от Рига. След дългогодишна кариера като инженер в електротехнически завод през 1990 г. е избран за депутат в латвийския парламент, където се включва в групата на Латвийския народен фронт, борещ се за възстановяване на независимостта на страната. След 1993 г. заема ръководни постове в предприятия, главно във финансовия сектор, като натрупва значително състояние.
Берзинш подновява политическата си кариера през 2005 г., когато без успех се кандидатира за кмет на столицата Рига от Съюза на зелените и селяните. През юли 2011 г. е избран за президент на Латвия.